# Carl Weigert
Carl Weigert, född 19 mars 1845 i Münsterberg in Schlesien, död 5 augusti 1904 i Frankfurt am Main, var en tysk anatom.
Weigert blev 1879 extra ordinarie professor vid Leipzigs universitet och 1884 direktor för Johann Christian Senckenbergs stiftelses patologisk-anatomiska institut i Frankfurt am Main. Han inlade högst betydande förtjänster om de moderna färgningsmetoderna inom histologin. Särskilt hans metod att färga nervtrådarnas, i synnerhet de centralas, men även de periferas, märgskidor hade mycket stor betydelse för kännedomen om nervsystemets finare byggnad under både normala och sjukliga tillstånd. Hans Gesammelte Abhandlungen utgavs i två band 1906.